# سیارک ۱۳۰۰
سیارک ۱۳۰۰ (به انگلیسی: 1300 Marcelle، نامگذاری:1934CL) هزار و سیصدمین سیارک کشف شده‌است که در ۱۰ فوریه ۱۹۳۴ و در الجزیره کشف شد.
قدر مطلق سیارک برابر ۱۰٫۹۰ است.